# L'Organisation (roman, 2009)
Pour les articles homonymes, voir L'Organisation.
L'Organisation est un roman russe de 2009, de Maria Galina (née en 1958, biologiste, poétesse, romancière, traductrice,), paru en 2009 et publié en français en 2017 par Agullo Éditions. Le sous-titre en est Saga triste et fantastique de l'époque de la stagnation.
Le livre serait lauréat des prix Marble Faun (2010), Portal (2010) et Silver Caduceus (2009).

## Trame narrative
L'action se déroule en 1979 dans un grand port maritime (du canal de Moscou, du canal de la mer Blanche, ou de la voie navigable Volga-Baltique, bref du système des Cinq-Mers), principalement autour des services d'inspection sanitaire des cargos (grumiers, céréaliers, pétroliers...). L'approche des Jeux Olympiques de Moscou (1980) impose de resserrer les contrôles, d'autant que des cas de contamination émergent. Le SSE-1 (éprouvettes et boîtes de Petri) s'occupe des parasites : nielle, ergot de seigle, souris, charançons... Le SSE-2 est chargé des parasites mentaux (p. 247) : trafics, corruption, interdits divers, esprits... Il est composé de quatre membres : la cheffe, Elena Serguieivna Petritchenko, qui avait fait des études de médecine et est dépassée par les événements ; Katia, qui sous des abords nunuches se révèle être une sorcière et est chargée du traitement des cas de possession ; Vassili, ethnographe et chargé de l'inspection préliminaire et de l'assainissement des bateaux. Et enfin Rosa, jeune fille de 17 ans nouvellement recrutée, qui s'occupe du secrétariat et rêve d'un poste plus intéressant.
Durant la semaine qui ouvre le roman, deux cadavres sont découverts dans la ville. Le premier (à l'Institut médico-légal) est celui d'un antiquaire tué pour un vol d'objets anciens et relevant de la Criminelle. Le second, plus inquiétant, est celui de Muntian, les jambes ravagées (p. 72), relevant du SSE-2. Vassili et Elena commencent une enquête pour voir si une créature aurait circonvenu les procédures du SSE-2. Ils trouvent à l'hôpital psychiatrique Babkine, un mécanicien débarqué en douce du céréalier Mokriak pour psychose maniaco-dépressive aiguë, et comportement agressif (au moins au Canada, envers un Amérindien).
Ils interrogent ensuite Nicolaï Trofimenko, ancien second du Mokriak : On aime l'Océan, on chante des chansons qui parlent de lui, mais lui il ne nous aime pas. [...] Parce qu'on le dérange d'en dessus. Et aussi parce qu'on est chauds et bruyants (p. 115). En mer, en quart de nuit, il a entendu pendant cinq heures d'affilée des chœurs cosaques. Et puis par la suite, ça s'est mis à parler avec moi (p. 117).
Un second corps mutilé est découvert sur le stade des Travailleurs réservistes (p. 128). Parallèlement, Vassili continue le travail ordinaire du SSE-2, et en explique la nature à Rosa. En inspection sur le grumier Bougoulma, il repère une créature, un boussié (p. 243), catalogué C4, alors qu'il a déjà repéré sur un bateau précédent un objet D8 (succube). Il parle de dibbouk, de wendigo. Au cours de ses surveillances, il est perturbé : quelque chose fixait sa nuque d'un regard à la fois lourd et tendre (p. 186)... Il est très difficile de résister à son appel (p. 187). 
Les supérieurs chargent le SSE-2 : méthodes inadaptées, négligence, dilettantisme, obscurantisme. Vassili craint d'être dépassé, et fait appel à un grand spécialiste, le chaman Romaniouk : l'animal cherche Rosa, Il veut être un Dieu. [...] Il se plaît ici. Il engraisse et se développe (p. 275-276). De pâles yeux de lait flambaient au cœur des ténèbres (p. 338). L'affaire est reprise en main par des spécialistes moscovites, pour un parfait fiasco. Finalement...